# Jurgen Ekkelenkamp
Jurgen Ekkelenkamp, född 5 april 2000 i Zeist, är en nederländsk fotbollsspelare som spelar för Udinese. Han har även spelat för Nederländernas ungdomslandslag från U15 till U21-nivå.

## Klubbkarriär
Ekkelenkamp började spela fotboll i FC Omniworld (senare Almere City). Sommaren 2013 gick han till Ajax ungdomsakademi. Ekkelenkamp debuterade för reservlaget i Eerste Divisie den 9 april 2018 i en 5–2-seger över FC Den Bosch, där han även gjorde ett mål. 10 dagar senare debuterade Ekkelenkamp för A-laget i Eredivisie i en 4–1-vinst över VVV-Venlo, där han blev inbytt i den 84:e minuten mot Noussair Mazraoui. Under sin tid i Ajax blev Ekkelenkamp nederländsk mästare två gånger, cupvinnare två gånger samt supercupvinnare en gång. Totalt spelade han 40 matcher i Ajax A-lag och gjorde 6 mål.
Den 27 augusti 2021 värvades Ekkelenkamp av tyska Bundesliga-klubben Hertha Berlin, där han skrev på ett fyraårskontrakt. Ekkelenkamp debuterade den 17 september 2021 i en 2–1-seger över Greuther Fürth och gjorde kvitteringsmålet till 1–1 i den 61:a minuten, endast en minut efter att ha blivit inbytt mot Kevin-Prince Boateng. Han spelade totalt 21 ligamatcher, varav sex från start och gjorde tre mål under säsongen 2021/2022.
Den 7 augusti 2022 värvades Ekkelenkamp av belgiska Antwerp, där han skrev på ett fyraårskontrakt. Den 6 augusti 2024 värvades Ekkelenkamp av italienska Udinese, där han skrev på ett femårskontrakt.

## Landslagskarriär
Ekkelenkamp debuterade för Nederländernas U15-landslag den 13 november 2014 i en 3–1-vinst över Belgien, där han även var lagkapten. Ekkelenkamp spelade totalt fem matcher och gjorde ett mål för U15-landslaget mellan november 2014 och maj 2015. Mellan september 2015 och mars 2016 spelade han sedan 10 matcher för U16-landslaget. Ekkelenkamp spelade sedan tre matcher för U18-landslaget mellan november 2017 och mars 2018.
Mellan september 2018 och mars 2019 spelade Ekkelenkamp nio matcher och gjorde ett mål för U19-landslaget, varav fem matcher var i kvalet till U19-EM 2019. Mellan september och november 2019 gjorde han tre mål på sex matcher för U20-landslaget. Den 8 oktober 2020 debuterade Ekkelenkamp och gjorde ett mål för U21-landslaget i en 5–0-seger över Gibraltar i kvalet till U21-EM 2021.

## Meriter
Jong Ajax
- Vinnare av nederländska andradivisionen: 2017/2018

 Ajax
- Nederländsk mästare (2): 2018/2019, 2020/2021
- Nederländsk cupvinnare (2): 2018/2019, 2020/2021
- Nederländsk supercupvinnare: 2019

 Antwerp
- Belgisk mästare: 2022/2023
- Belgisk cupvinnare: 2022/2023